# آرتاشس شاهوردیان
آرتاشس آساطوری شاهوردیان (ارمنی: Արտաշես Ասատուրի Շահվերդյան؛  زادهٔ ۳ مارس ۱۹۵۲) بازیگر اهل ارمنستان است.

## زندگی‌نامه
وی در ۳ مارس ۱۹۵۲ در تفلیس زاده شد و از انستیتو دولتی هنری و نمایشی ایروان فارغ‌التحصیل گشت. همچنین برندهٔ جوایزی همچون هنرمند افتخاری جمهوری ارمنستان و مدال طلای وزارت فرهنگ جمهوری ارمنستان شده است.

## جوایز
- مدال طلای وزارت فرهنگ جمهوری ارمنستان
- مدال طلای اتحادیه کارگران تئاتر ارمنستان (۲۰۱۲)
- هنرمند شایسته جمهوری ارمنستان (2011)[۱]